# Sottovalle
Sottovalle (Suttuvalle in ligure, Sutvala in dialetto locale) è una frazione del comune di Arquata Scrivia, in provincia di Alessandria

## Geografia fisica
La frazione è situata tra la valle Scrivia e la val Lemme ad un'altezza di 477 m s.l.m. e a breve distanza dal confine con la Liguria.

## Storia
Il nome antico di Sottovalle è Ceptualla. La radice latina, Cepi è il perfetto del verbo capio che vuol dire “giungere in”; un’altra versione significativa potrebbe essere Sette Valli, cioè la settima valle prima del giogo mentre, secondo alcuni testi, il significato sarebbe da cercarsi nel nome volgare Setvala che significherebbe “sotto la valle” o dalla traduzione greca “sito in valle”. Verso il periodo rinascimentale il nome diventa Settualla.
Sottovalle ha radici liguri da ricercarsi in due clan: la tribù dei Dectunini e la tribù dei Cavaturini che abitava la zona della valle del fiume Lemor (Lemme) e i monti circostanti. Le tribù dei Liguri dominarono la zona fino all’invasione dei Celti avvenuta nel V e VI secolo a.C.
Il più antico scritto inerente al territorio di Sottovalle si può trovare nella tavola bronzea di Polcevera, del 117 a.C. In questa tavola, nella quale erano riportati i regolamenti circa i confini e il pagamento dei pedaggi, troviamo descritta la controversia tra Genuati e Langati (altre tribù liguri). La vicenda riguardava il confine fra alcuni terreni privati e pubblici, nonché le norme d’utilizzo degli stessi da parte delle due tribù. Così, nell’anno 637 del calendario romano, vale a dire il 117 cristiano, giunsero a Langasco due noti magistrati romani: Quinto e Marco Minuccio Rufo accompagnati dai loro tecnici. I magistrati, dopo aver fatto un accurato sopralluogo, composero la controversia e impartirono le disposizioni per la sistemazione definitiva dei termini confinari.
Da allora Sottovalle fu un crocevia importante poiché vicino vi passava la bretella che dalla via Postumia portava al congiungimento, presso Sezzadio, con la via Julia Augusta che giungeva fino al mare nei pressi di Vado. La via Postumia congiungeva nel modo più breve Genova con la valle del Po per arrivare fino ad Aquileia.

### Le “grandi opere"
La particolare posizione geografica della frazione di Sottovalle, ha costituito nel corso degli anni il presupposto per la formazione di un particolare carattere dei suoi abitanti.
Sottovalle nei tempi moderni è sempre stata una frazione del comune di Gavi. La sua posizione, molto lontana dal centro amministrativo e mal servita dalle vie di comunicazione, ha portato gli abitanti a pensare in modo indipendente dal resto del comune. Questo ha portato ad assumere diverse iniziative pubbliche o sociali, che nelle altre frazioni erano prerogativa delle amministrazioni pubbliche. È per questo motivo che nel corso degli anni gli abitanti hanno affrontato direttamente diverse opere a favore della frazione tra cui la costruzione della strada carrabile verso Arquata, l'acquedotto rurale, la linea elettrica ecc. 

### Dal comune di Gavi a quello di Arquata Scrivia: la frazione cambia Comune
Essendo raggiungibile solo tramite il comune di Arquata Scrivia e quello di Carrosio, dal Novecento in poi, Sottovalle ha sempre avuto una propensione per la Valle Scrivia e per Arquata; pertanto gli abitanti hanno deciso, nel 2004, di passare dal comune di Gavi a quello di Arquata Scrivia. Il 7 giugno 2007 (Bollettino Ufficiale n. 26 del 28 / 06 / 2007)  con votazione al Consiglio regionale del Piemonte, 34 sì e 10 astenuti la frazione è stata trasferita dal comune di Gavi al comune di Arquata Scrivia, dopo un iter che aveva coinvolto anche la provincia di Alessandria che aveva avuto 15 pareri favorevoli, un astenuto e uno contrario al consiglio provinciale con la votazione del 14 novembre 2005 e i comuni limitrofi nel 2004.
Altri due erano stati i tentativi da parte dei sottovallesi di passare sotto l'amministrazione del Comune di Arquata Scrivia:  con una raccolta di firme caldeggiata dall'allora parroco don Cuneo e con una seconda raccolta di firme negli anni settanta. I primi due tentativi fallirono, ma l’ultimo nonostante tutti gli impedimenti burocratici, politici e tecnici dopo diversi anni si concluse in modo positivo.

## Monumenti e luoghi di interesse

### La chiesa di San Nicola di Bari
Nella frazione è presente la chiesa di San Nicolò di Bari, nominata per la prima volta nel 1410 dal 1457 al 1590 alle dipendenze di Sant'Andrea di Rigoroso, parte dell'arcidiocesi di Genova. La data di costruzione della prima chiesa di Sottovalle non è conosciuta in quanto non sono stati reperiti documenti, andati distrutti in diverse occasioni. La chiesa è intitolata a San Nicola di Bari: Sottovalle, importante nodo stradale di viandanti, vettori, corrieri e pellegrini, possedeva una sorta di ospitale o casa di assistenza e quindi è evidente la scelta del mitico Santo taumaturgico.
Fu nominata la prima volta il 15 febbraio 1410 quando venne assegnata a prete Giovanni Retilerio insieme alla chiesa di San Salvatore di Pratolungo. Fu prima chiesa suffraganea di Voltaggio. Il 4 agosto 1457 veniva assegnata a prete Giacomo Isola insieme con le chiese di Rigoroso e Pratolungo; il Vicario Generale confermava il provvedimento in data 13 luglio 1473. Il 16 giugno 1502 inizia il processo per il conferimento della chiesa di Sottovalle, di Pratolungo e di Rigoroso a prete Tomasino Devigevano di Gavi.
Nel 1569 l’arcivescovo Cipriano di Pallavicino provvedeva alla nomina a rettore delle chiese di Sottovalle, Pratolungo e Rigoroso di Giulio de Acerbis, prete diocesi di Luni e Sarzana. Il 24 ottobre 1590 Bartolomeo Pincenti di Voltaggio fu nominato rettore di San Nicolò di Sottovalle; la parrocchia, staccata da Rigoroso, riacquistò la sua autonomia.
La chiesa andò distrutta nel 1625 per opera dei Savoia durante la loro invasione. Si conoscono segni di una prima ricostruzione nel 1757, reperibili sull’architrave del portale. Questo fu tolto definitivamente in occasione della ristrutturazione della facciata negli anni ’70 del secolo appena trascorso, Nel 1872 è stata portata a termine la ristrutturazione dell’altare principale. 
La croce sulla cuspide della facciata è datata 1909; l’organo della chiesa, proveniente dalla chiesa di Santa Caterina di Genova, è di pregio, ma, a seguito di restauri fatti non a regola d’arte, ha perso la sua perfetta sonorità.
Sull’altare maggiore sono presenti due affreschi del Gainotti (1926); pure dell’insigne pittore è l’affresco sulla facciata della chiesa raffigurante San Nicola. L’affresco dell’altare maggiore, rappresentante la Sacra Famiglia, ha una particolarità degna di nota. La figura di San Giuseppe, ritratto intento al suo lavoro di falegname, lievemente chino in avanti, sembra sempre rivolta a chi lo guarda da qualsiasi punto intorno all’altare. Pregevoli sono gli affreschi di De Lorenzi. Degna di nota è la statua lignea della Madonna opera di scuola del famoso Norberto Montecucco. Antistante la navata, con gli altari laterali, sono presenti due affreschi di G.B.Bertelli datati 1932. In tale anno, l’8 ottobre, la chiesa fu elevata a prevostura dal cardinale Minoretti. È inoltre presente un pregevole gonfalone databile ai primi anni del ‘900, figurante il paese sotto la protezione della Santissima Madonna del Rosario. Le vetrate furono realizzate dal maestro d'arte di Alessandria Cav. Luigi Costa.

## Galleria d'immagini

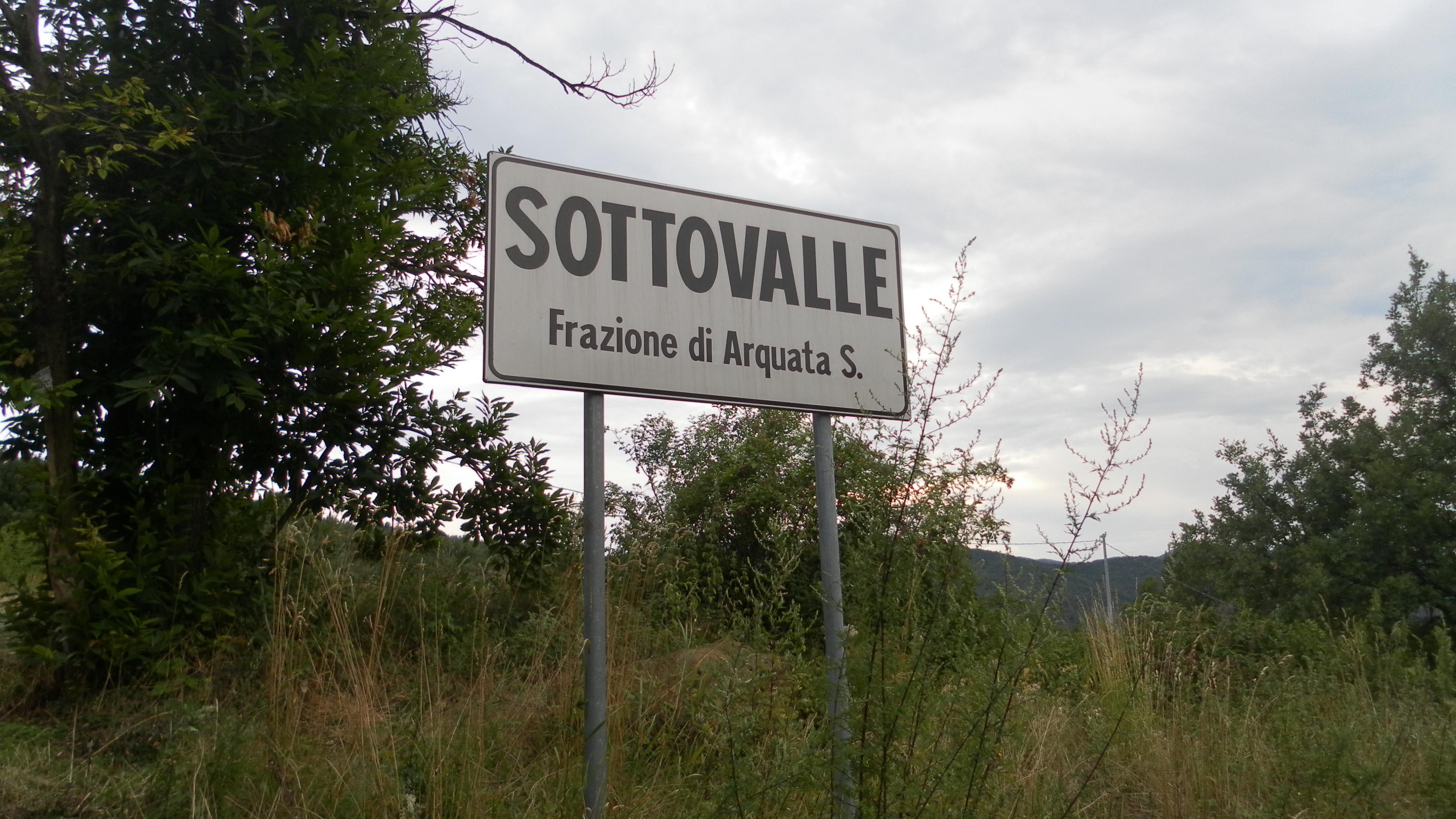
Cartello indicante Sottovalle frazione di Arquata Scrivia messo nel 2007, dopo il passaggio della frazione da Gavi ad Arquata Scrivia.
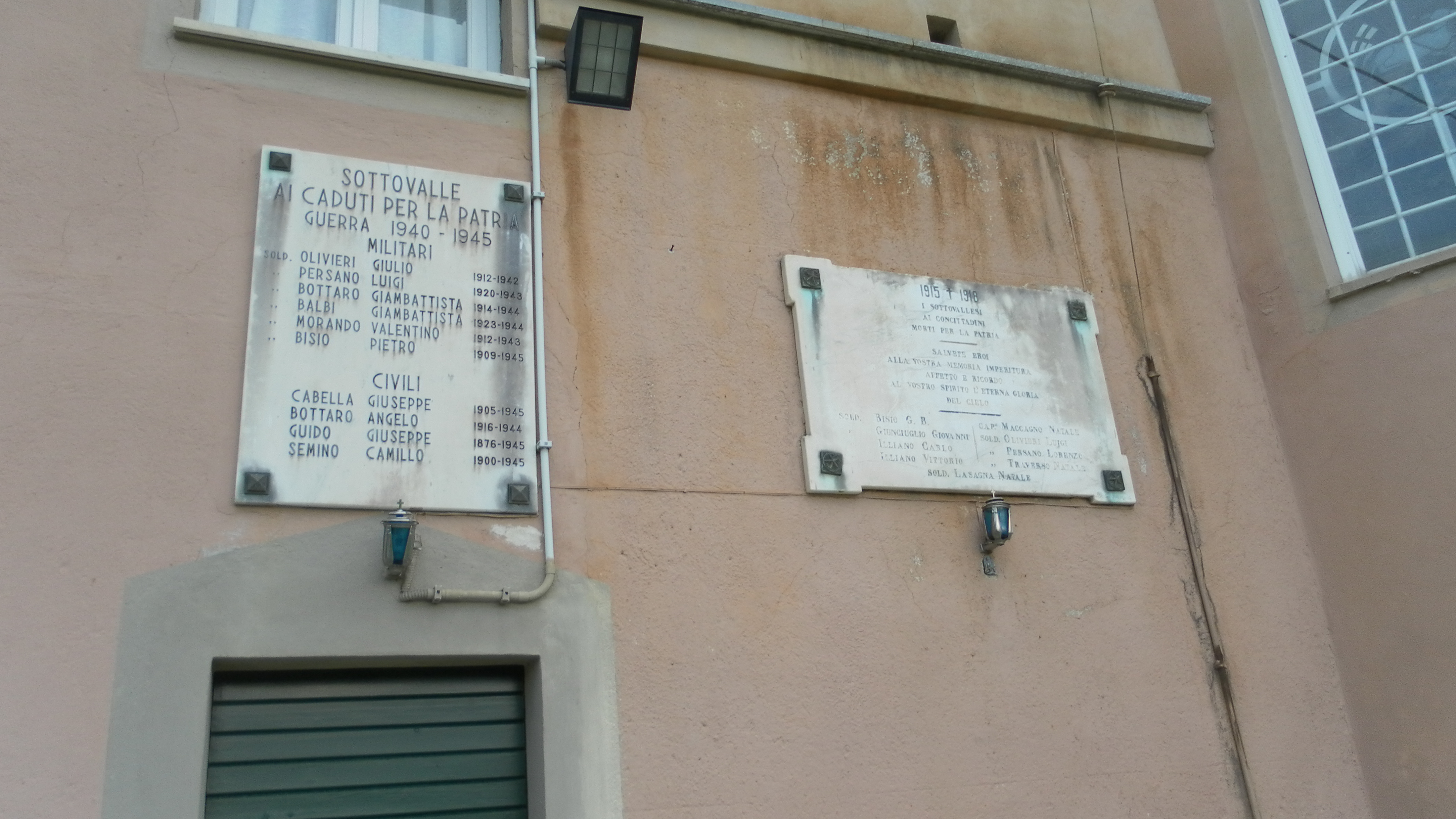
Epitaffi sulla Chiesa di San Nicolò dedicati ai caduti delle due guerre
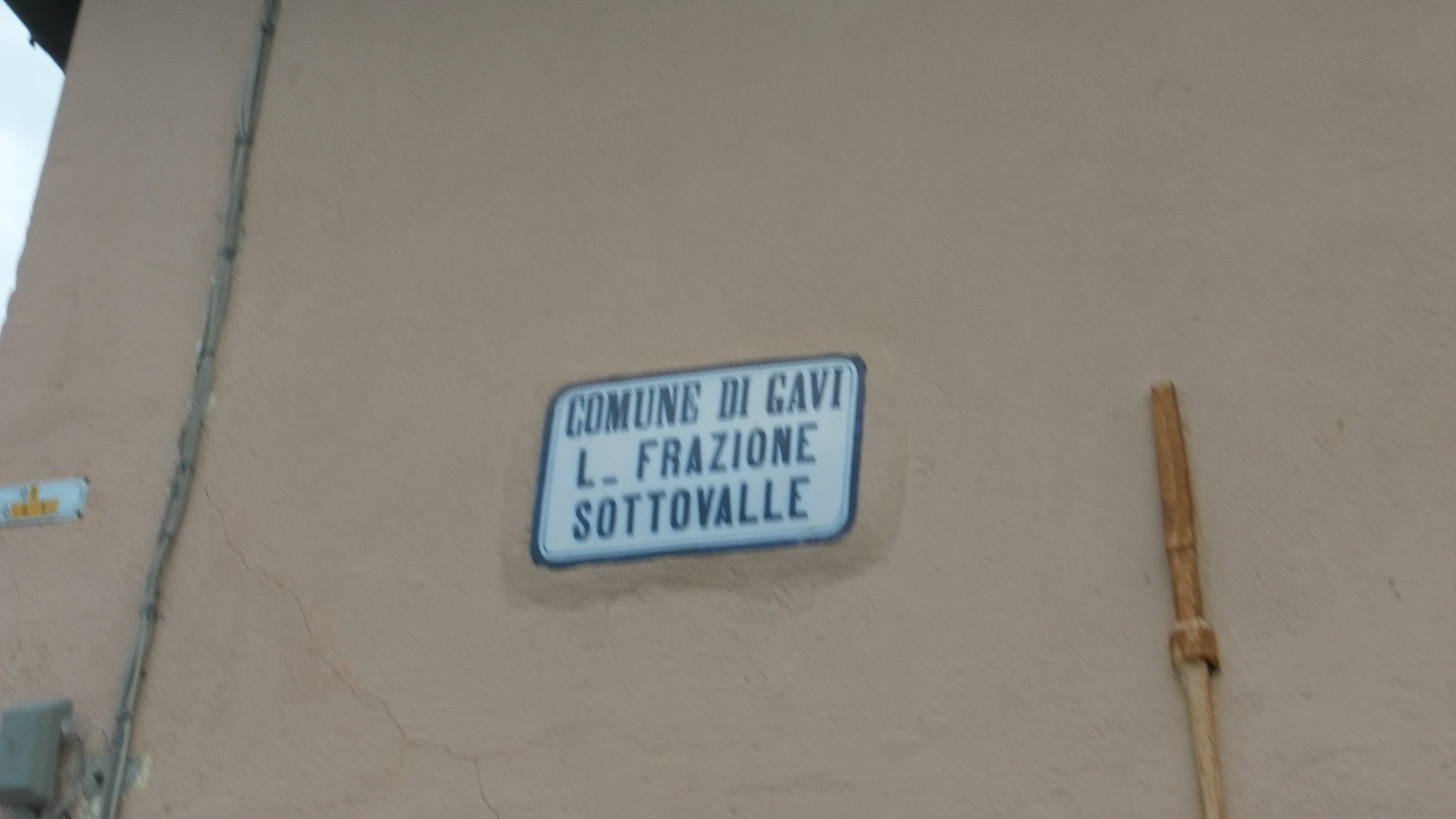
Cartello indicante Sottovalle frazione di Gavi, sulla Chiesa di San Nicolò
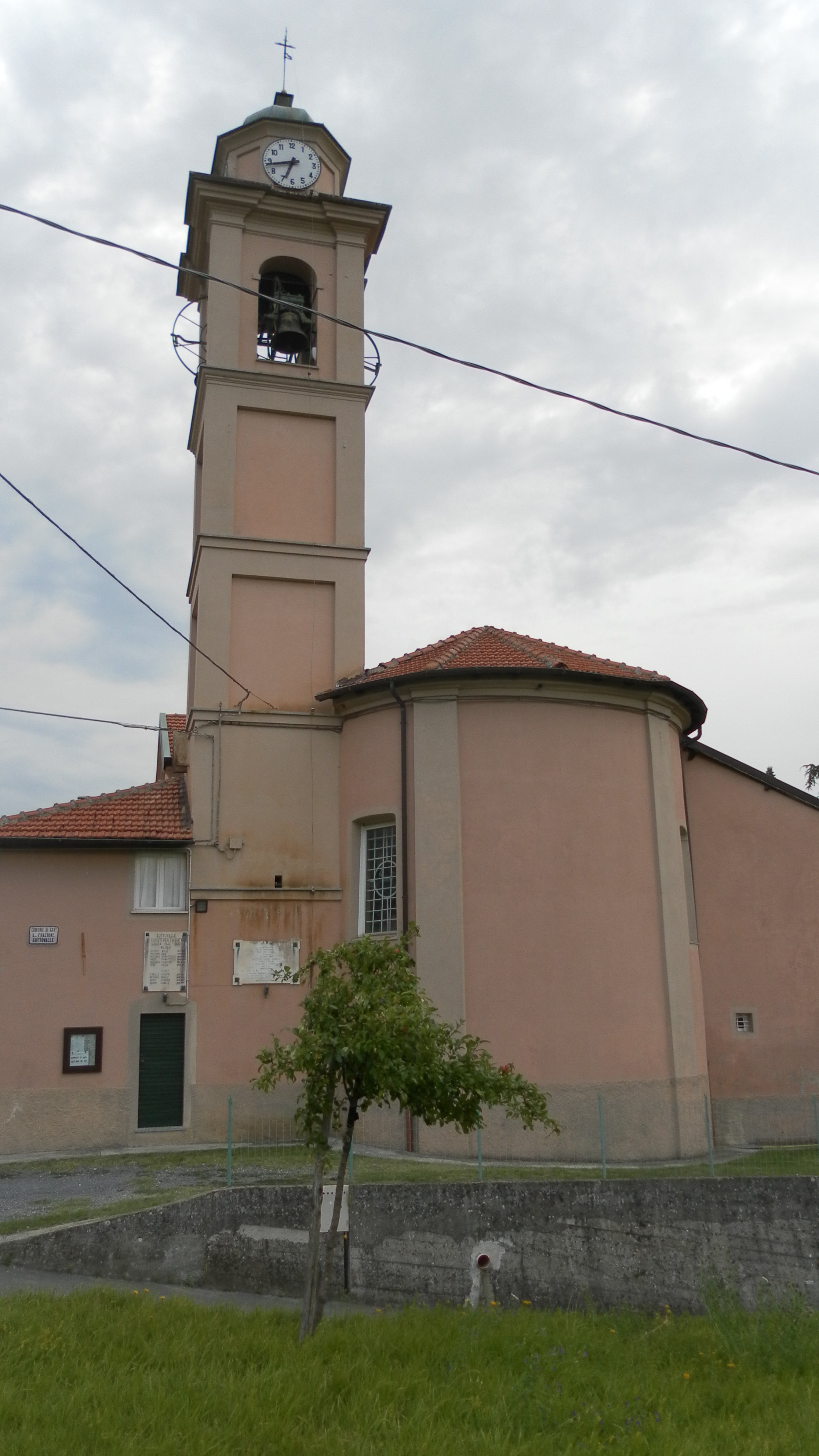
Chiesa di San Nicolò

## Manifestazioni
- Sagra della frittella riconosciuta De.C.O., a cura della Pro Loco Sottovalle, ogni primo fine settimana di Agosto con stand gastronomici
- Corsa podistica seconda metà di agosto organizzata dall'ARCI